# Учење увиђањем
Учење увиђањем је најсложенији облик учења, заснован на решавању проблема путем увиђања битних односа у проблем ситуацији. Учење увиђањем се одликује тиме што се нагло долази до тачног решења. Успешан начин доласка до решења се генерализује и примењује и у сличним ситуацијама. Учење увиђањем је доминантан облик учења код човека, који он примењује чак и онда када учи материјал који сâм по себи није осмишљен.

## Келерови експерименти са антропоидним мајмунима
Келер је шимпанзу поставио у кавез, а банану изван кавеза тако да мајмун не може да је дохвати руком. У кавезу се налазио штап. У почетку се мајмун понашао попут Торндајкових мачака, али је даљим посматрањем, Келер уочио објективне знаке увиђања. После агресивног понашања, шимпанза се повлачи у угао кавеза, седи мирно и одједном – “лице му се озари”. Потом, у низу непрекидних, јасно усмерених корака иде право ка штапу и њиме довлачи банану. Најкраћим путем остварује циљ. Кад се поново нађе у истој ситуацији, не понавља погрешне радње, већ користи исти принцип решавања.

## Карактеристике учења увиђањем
1. Проблем се решава ментално, а не моторно
2. Нагло се долази до тачног решења
3. Кад је проблем решен одмах долази до елиминације погрешних одговора
4. генерализација – преношење решења на исте или сличне ситуације